# McLaren 650S GT3
Chronologie des modèles
MP4-12C GT3 720S GT3
La McLaren 650S GT3 est une McLaren 650S de compétition développée par McLaren Motorsport. La voiture répond à la réglementation technique du Groupe GT3.

## Écuries
- Attempto Racing
- Balfe Motorsport
- Ecurie Ecosse
- Clearwater Racing
- Keltic Racing
- Garage 59
- Kox Racing
- K-Pax Racing (en)
- Objective Racing
- Strakka Racing
- Team AAI
- Tekno Autosports (en)
- Teo Martín Motorsport
- Von Ryan Racing
- YNA Autosport